# Dialipétalas

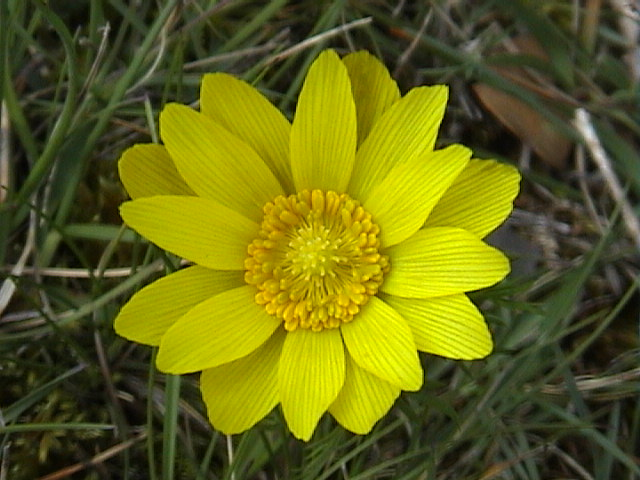
Adonis vernalis una flor dialipétala

Las flores dialipétalas son aquellas que poseen un perianto doble y los pétalos de la corola están separados o libres entre sí.
Algunas familias importantes con flores dialipétalas son:
- Ranunculáceas
- Umbelíferas
- Crucíferas
- Papilionáceas
- Rutáceas
- Rosáceas

A este término se opone gamopétalas o simpétalas.